# Carl Gottlieb
Pour les articles homonymes, voir Gottlieb.
Carl Gottlieb est un acteur, scénariste, réalisateur et producteur américain né le 18 mars 1938 à New York, New York (États-Unis).

## Filmographie

### comme acteur
- 1968 : Maryjane (en) de Maury Dexter : Larry Kane
- 1970 : MASH : Capitaine "Ugly John" Black
- 1972 : The Ken Berry 'Wow' Show (série télévisée) : Regular
- 1972 : La Chose (Something Evil) (TV)
- 1972 : Up the Sandbox : Vinnie
- 1973 : Le Privé (The Long Goodbye) : Wade Party Guest
- 1973 : Chantage à Washington (Savage) (TV) : Floorman
- 1975 : Crime Club (TV) : Jorge Gamos
- 1975 : Les Dents de la mer (Jaws) : Ben Meadows
- 1976 : Cannonball! : Terry McMillan
- 1977 : The Deadly Triangle (TV)
- 1978 : More Than Friends (TV) : Paul J. Micale
- 1979 : Un vrai schnock (The Jerk) : Iron Balls McGinty
- 1983 : L'Arnaque 2 (The Sting II) : Maître D'
- 1984 : Johnny le dangereux (Johnny Dangerously) : Dr Magnus
- 1985 : Série noire pour une nuit blanche (Into the Night) de John Landis : l'agent fédéral
- 1995 : Clueless : le ministre

### comme scénariste
- 1988 : Paul Reiser Out on a Whim (TV)
- 1972 : The Bob Newhart Show (série télévisée)
- 1975 : Les Dents de la mer (Jaws)
- 1977 : Which Way Is Up?
- 1977 : The Deadly Triangle (TV)
- 1978 : Crisis in Sun Valley (TV)
- 1978 : Les Dents de la mer, 2e partie (Jaws II)
- 1979 : Un vrai schnock (The Jerk)
- 1980 : The Tom and Dick Smothers Brothers Special I (TV)
- 1981 : Caveman
- 1983 : Doctor Detroit
- 1983 : Les Dents de la mer 3 (Jaws 3-D)

### comme réalisateur
- 1977 : The Absent-Minded Waiter
- 1979 : Delta House (série télévisée)
- 1981 : L'Homme des cavernes
- 1986 : Steve Martin Live (vidéo)
- 1987 : Hooperman (série télévisée)

### comme producteur
- 1971 : Celebration at Big Sur
- 1985 : George Burns Comedy Week (en) (série télévisée)
- 1991 : Morton & Hayes (série télévisée)

## Récompenses et nominations

### Récompenses
- Oscar du meilleur court métrage de fiction pour The Absent-Minded Waiter (1978)